# Mister Blueberry
Mister Blueberry is het vierentwintigste deel uit de stripreeks Blueberry van Jean-Michel Charlier (scenario) en Jean Giraud (tekeningen). Het album verscheen in 1995 bij uitgeverij Dargaud. Bij uitgeverij Sherpa verscheen een luxe hardcover editie in zwart/wit. Mister Blueberry werd in 2019 samen met de delen Arizona love, Schaduw over Tombstone en Geronimo de Apache integraal uitgegeven door Dargaud.

## Inhoud
In juli 1881 arriveren twee journalisten uit Boston in Tucson om Mike S. Blueberry te interviewen. Ze worden vergezeld door Tom Dorsey, directeur van de Tombstone Epitaph, en discreet gevolgd door drie mannen, die ook op zoek zijn naar de voormalige luitenant, met als doel hem te vermoorden. Onderweg ontmoeten ze mannen onder leiding van Wyatt Earp en Jonas Clum - de eigenaar van de krant - die de Apache-chef Geronimo willen opsporen. 
Ondertussen begint Blueberry bij Dunhill, de saloon in Tombstone, samen met zakenman Strawfield en Doc Holliday een pokerspel met een hoge inzet. Sheriff Virgil Earp en zangeres Dorée Malone sluiten zich vervolgens bij hen aan. Tijdens het spel valt de Clanton-clan de gevangenis aan om Ike Clanton te bevrijden, die daar door Virgil is opgesloten voor een salongevecht. Aangekomen ter plaatse, vermoedt de sheriff dat ze ook zijn gekomen om bewijs te zoeken dat hen in verband zou kunnen brengen met een aanval, gepleegd door Apaches.
Kort nadat de journalisten in Dunhill zijn aangekomen, onderbreken de drie mannen die hen volgen de pokerwedstrijd. Een van hen, Boone geheten, beschuldigt Blueberry van de zelfmoord van zijn oudste zoon na een verloren wedstrijd. Doc Holliday slaagt erin Butch neer te schieten, een moordenaar ingehuurd door Boone. Het geluid van het schot trekt de beveiligingsman aan, die Boone neerschiet. Blueberry verlaat de salon met Dorée en wordt vervolgens neergeschoten door de derde man, de andere zoon van Boone.

## Hoofdpersonen
- Blueberry, ex-cavalerieluitenant
- John Cambell, journalist uit Boston,
- Billy Parker, hulpje van Cambell,
- Tom Dorsey, directeur van de Tombstone Epitaph
- Jonas Clum, eigenaar van de Tombstone Epitaph,
- mr. Strawfield, directeur van de zilvermijnen,
- Dorée Malone, zangeres,
- Wyatt Earp, sheriff van Tombstone,
- Virgil Earp, broer van Wyatt Earp,
- Doc Holliday.